# Gyeolhon iyagi
Pour plus de détails, voir Fiche technique et Distribution.
Gyeolhon iyagi (결혼 이야기) est un film sud-coréen réalisé par Kim Ui-seok, sorti en 1992.

## Synopsis
Le film suit la relation amoureuse de Kim Tae-kyu et Choe Ji-hae, un couple de la classe moyenne : leur mariage, leur rupture et leur réconciliation.

## Fiche technique
- Titre : Gyeolhon iyagi
- Titre original : 결혼 이야기
- Titre anglais : Marriage Story
- Réalisation : Kim Ui-seok
- Scénario : Park Jun-su
- Musique : Song Byeong-jun
- Photographie : Ku Jung-mo
- Montage : Park Sun-duk
- Production : Park Sang-in et Shin Chul
- Société de production : Shin Cine Communications
- Pays :  Corée du Sud
- Genre : Comédie romantique
- Durée : 101 minutes
- Dates de sortie : 
  -  Corée du Sud : 4 juillet 1992

## Distribution
- Shim Hye-jin : Choe Ji-hae
- Choi Min-soo : Kim Tae-kyu
- Kim Seong-su : Han
- Lee Hie-do : Yun Il-jung
- Kim Hie-ryeong : Oh Hyang-suk
- Dokgo Young-jae : Park Chang-su
- Yang Taek-jo : Cha-jang
- Joo Ho-sung : Shin Seon-bae
- Kim Jong-goo : Jang
- Yun Mun-sik : Jjik-sae
- Kim Ki-hyeon : Columbo
- Uhm Jung-hwa : le DJ
- Bang Eun-hee
- Kim Sun-kyung

## Distinctions
Le film a été nommé pour deux Blue Dragon Film Awards et a reçu le prix du public.